# El Silbo

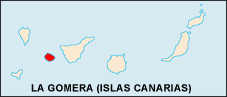
La Gomeras Lage in den Kanarischen Inseln

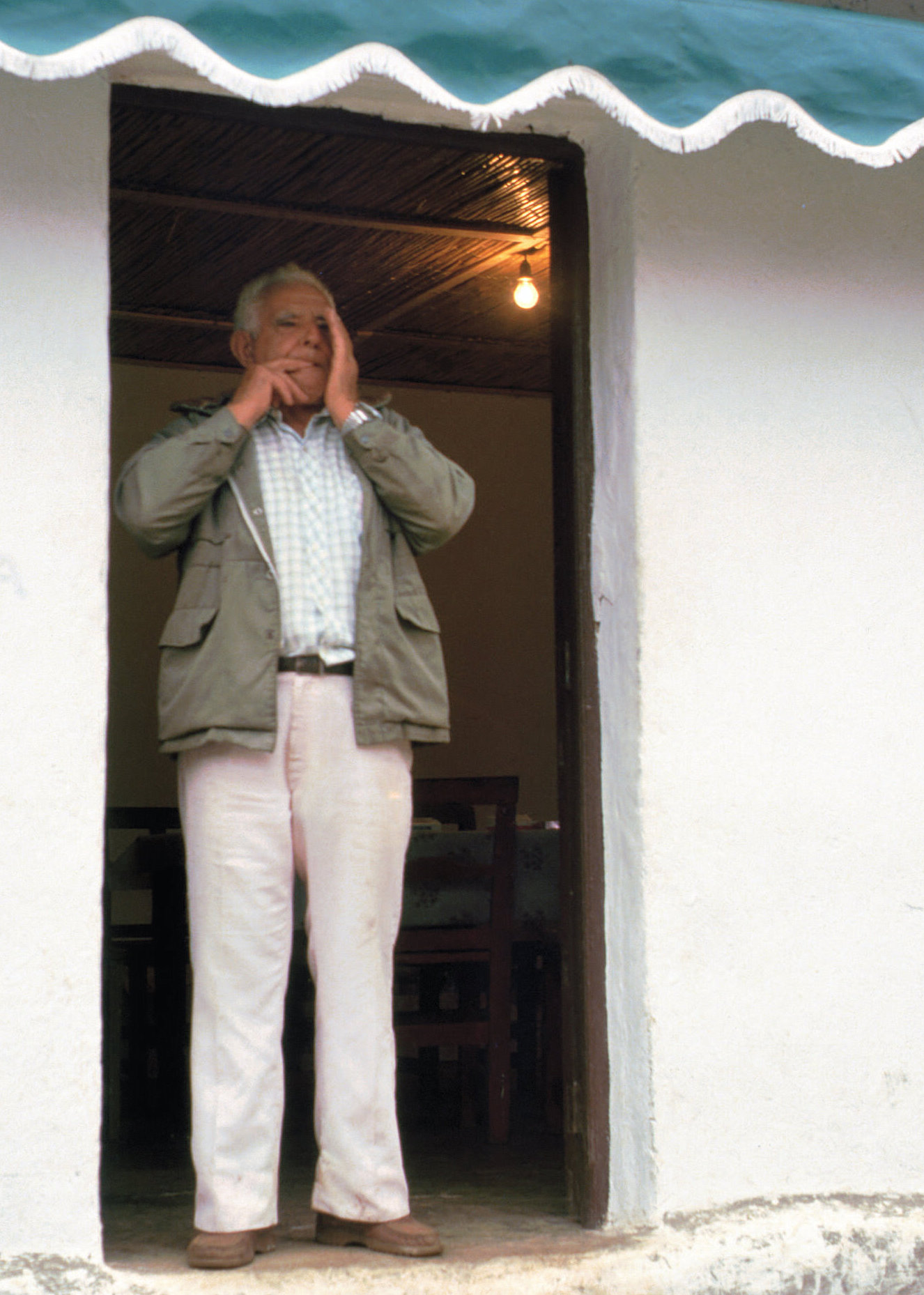
Ein Gomero pfeift Silbo Gomero

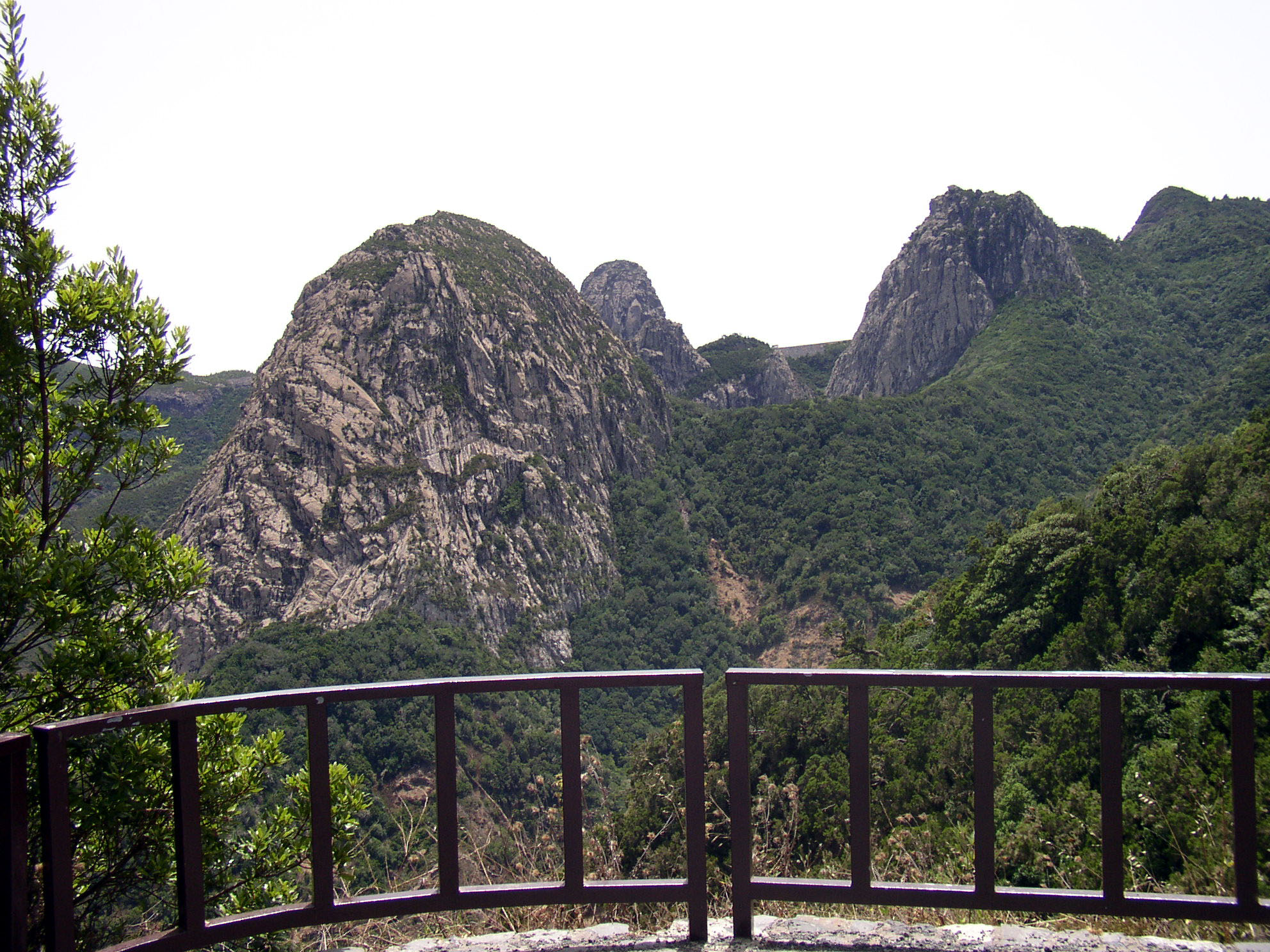
Zerklüftetes, unwegsames Gelände in La Gomera

Silbo Gomero [ˈsilβo] (Silbo spanisch: Pfiff) ist ein Kommunikationssystem, durch das akustische Merkmale einer gesprochenen Sprache durch Pfiffe dargestellt werden. Silbo Gomero basiert heute auf der spanischen Sprache und wird hauptsächlich auf der spanischen Kanareninsel La Gomera verwendet. Die UNESCO geht von mehr als 20.000 „Silbadores“ (Benutzer des Silbo Gomero) aus.

## Beschreibung
Beim gepfiffenen „Sprechen“ werden die Laute einer Sprache, die üblicherweise durch die Stimmlippen erzeugt und in den Mund-, Rachen- und Nasenhöhlen moduliert werden, durch Pfiffe, die mit den Lippen, dem Mundraum und – zur Erhöhung der Lautstärke – gelegentlich zusätzlich mit den Fingern erzeugt werden, ersetzt. Diese Art des „Sprechens“ ist für mehr als 40 Sprachen bekannt. Dabei sind die „Pfeifsprachen“ aber immer an die gesprochene Ausgangssprache gekoppelt. Diese Art, die auch „gepfiffenes Sprechen“ (span. Lenguaje silbado; engl. whistled speech) genannt wird, ermöglicht eine Kommunikation über Entfernung von mehreren Kilometern. 
Silbo Gomero baut auf drei Eigenschaften des Pfiffs auf: Lautstärke, Tonhöhe und Unterbrechung. Es können zwei Vokale und vier Konsonanten wiedergegeben werden. Die durch die Reduzierung auftauchenden Unklarheiten müssen durch den Textzusammenhang beseitigt werden. Weitere Änderungen der spanischen Ausgangssprache ergeben sich durch Vereinfachungen der Grammatik, z. B. durch den Wegfall verschiedener Vergangenheitsformen.

## Geschichtliche Entwicklung
Die ersten Hinweise auf Silbo Gomero finden sich in der Chronik Le Canarien, in der zwei französische Geistliche die Eroberung der Kanarischen Inseln im Auftrag der Krone von Kastilien dokumentierten. Es heißt dort: „… das Land ist von vielen Leuten bewohnt, die die sonderbarste Sprache von allen anderen Ländern dieser Gegend sprechen. Sie sprechen nur mit den Lippen, als wenn sie keine Zunge hätten.“
Während bis zur Eroberung der Kanarischen Inseln im 15. Jahrhundert die Sprache der Ureinwohner die Grundlage der Nachrichtenübermittlung in Silbo war, wurden später die Laute der spanischen Sprache angepasst. Dieses Kommunikationssystem beschränkte sich nicht nur auf die Insel La Gomera, sondern existierte auch auf Teneriffa. Es ist bekannt, dass auf allen Inseln die Altkanarier beim Beginn von Kampfhandlungen laut pfiffen. Ob es sich dabei nur um „Kriegsgeschrei“ oder auch um Nachrichtenübermittlung handelte, ist nicht überliefert.
Viele Reisende des 19. Jahrhunderts berichteten über Silbo Gomero. Im Jahr 1976 wurde Silbo Gomero kaum noch angewendet.
Die erste wissenschaftlich fundierte Arbeit über Silbo Gomero wurde 1978 von Ramón Trujillo Carreño erstellt. In der Folgezeit förderten der Cabildo Insular von La Gomera und die Regierungen der Autonomen Gemeinschaft Canarias den Silbo Gomero sowohl finanziell durch Kurse als auch durch Hervorhebung der historischen Bedeutung durch entsprechende Maßnahmen. Im Jahr 2008 wurde Silbo Gomero in Spanien zum Bien de Interés Cultural erklärt. 
Im Jahr 2009 wurde Silbo Gomero in die Repräsentative Liste des immateriellen Kulturerbes der Menschheit der UNESCO eingetragen. Silbo Gomero ist heute Pflichtfach an allen Schulen auf der Insel La Gomera. Auf den anderen Kanarischen Inseln werden Kurse angeboten. Im Juni 2018 unterzeichneten der Rektor der Universität La Laguna und der Präsident des Cabildos von La Gomera ein Abkommen über die Zusammenarbeit bei der Errichtung eines Lehrstuhls für Silbo Gomero. Dieser soll der wissenschaftlichen Forschung und der Ausbildung von Lehrern für das Fach Silbo dienen.

## In Kunst und Kultur
Silbo Gomero ist ein fundamentales Element der Handlung im Film La Gomera. 